# ミハウ・パズダン
ミハウ・パズダン（ポーランド語: Michał Pazdan、1987年9月21日  - ）は、ポーランド・クラクフ出身のプロサッカー選手。ポーランド代表。レギア・ワルシャワ所属。ポジションは、ディフェンダー。

## 経歴

### クラブ
地元クラブのフトニク・クラクフでキャリアをスタート。
2007年、グールニク・ザブジェに移籍。9月14日のポロニア・ビトム戦でエクストラクラサ初出場。
2015年6月24日、レギア・ワルシャワに移籍。
2019年1月、トルコのMKEアンカラギュジュに移籍

### 代表
2007年12月15日のボスニア・ヘルツェゴビナ代表との親善試合で初キャップ。
UEFA EURO 2008ではメンバー入りしたものの出番はなかった。大会終了後はしばらく出番がなかったが、11月21日にアンタルヤで開催されたトルコ代表に出場した。
UEFA EURO 2016ではドイツ代表戦で0-0のスコアレスドローに持ち込み、試合後マンオブザマッチに選出された。パズダンの活躍もありポーランド代表は史上初のグループリーグ突破を決めた。この活躍からプレミアリーグの複数クラブが興味を示した。決勝トーナメント一回戦・スイス代表戦ではジェルダン・シャチリに跳ね返った浮き玉をバイシクルでのスーパーゴールを決められてしまい同点に追いつかれると共に本大会初の失点を喫したが、チームは1-1のスコアのまま延長戦を終え、PK戦の末にスイス代表を下しベスト8進出を決めた。
準々決勝ではポーランド代表のエース、ロベルト・レヴァンドフスキが開始2分に先制ゴールを決め早々にリードを奪うと、パズダンはポルトガル代表のエース、クリスティアーノ・ロナウドを徹底的にマークしゴールチャンスを何度も防いだが、ポルトガルのレナト・サンチェスの同点ゴールもありチームは延長戦を戦い抜きPK戦の末に敗れた。

## 代表歴

### 出場大会
- ポーランド代表
  - 2018 FIFAワールドカップ

### 試合数
- 国際Aマッチ 38試合 0得点（2007年-2019年）[6]

| ポーランド代表 | 国際Aマッチ | 国際Aマッチ |
| 年             | 出場        | 得点        |
| -------------- | ----------- | ----------- |
| 2007           | 1           | 0           |
| 2008           | 4           | 0           |
| 2009           | 0           | 0           |
| 2010           | 0           | 0           |
| 2011           | 0           | 0           |
| 2012           | 0           | 0           |
| 2013           | 2           | 0           |
| 2014           | 2           | 0           |
| 2015           | 5           | 0           |
| 2016           | 10          | 0           |
| 2017           | 6           | 0           |
| 2018           | 5           | 0           |
| 2019           | 3           | 0           |
| 通算           | 38          | 0           |

## タイトル

### クラブ
レギア・ワルシャワ
- エクストラクラサ (1): 2015–16
- ポーランド・カップ (1): 2017–18

### 個人
- 2009 FIFAサンミゲルカップ: ベストイレブン[3]
- ポーランド・ソニーカップ: 準優勝 (賞品: PSP)[3]